# Saint-Memmie
Saint-Memmie is een gemeente in het Franse departement Marne (regio Grand Est). De gemeente telde 5.439 inwoners op 1 januari 2022. De plaats maakt deel uit van het arrondissement Châlons-en-Champagne.

## Geschiedenis
De plaats is genoemd naar de eerste bisschop van Châlons-en-Champagne, Memmius, die op het grondgebied van de gemeente werd begraven. Zijn relieken, die van zijn zus Pome en van twee van zijn opvolgers als bisschop werden bewaard in de dorpskerk. Zijn graf werd een bedevaartsplaats. De plaats groeide rond de Abdij van Saint-Menge. In 1231 kreeg Saint-Memmie een stadscharter. In 1544 werd de abdij vernield bij gevechten tussen Franse en Habsburgse troepen. De stenen van de abdij werden gebruikt om een bastion te bouwen om het nabijgelegen Châlons-en-Champagne te verdedigen.
In 1837 werd er op de plaats van de voormalige abdij een kleinseminarie gebouwd. Dit werd in 1906 gesloten en in de gebouwen kwamen achtereenvolgens een militair hospitaal en een bejaardenhuis (1943-1988). Na renovatiewerken werd dit in 1994 het nieuwe gemeentehuis. De kapel van het voormalige kleinseminarie uit 1864 doet dienst als concertzaal en tentoonstellingsruimte.
De plaats is van oudsher een landbouwgemeente. Vanaf de 17 eeuw tot de eerste helft van de 20e eeuw stond de plaats bekend voor de groententeelt.

## Geografie
De oppervlakte van Saint-Memmie bedroeg op 1 januari 2022 12,64 vierkante kilometer; de bevolkingsdichtheid was toen 430,3 inwoners per km². De plaats sluit aan op het stedelijk gebied van Châlons-en-Champagne.
De onderstaande kaart toont de ligging van Saint-Memmie met de belangrijkste infrastructuur en aangrenzende gemeenten.

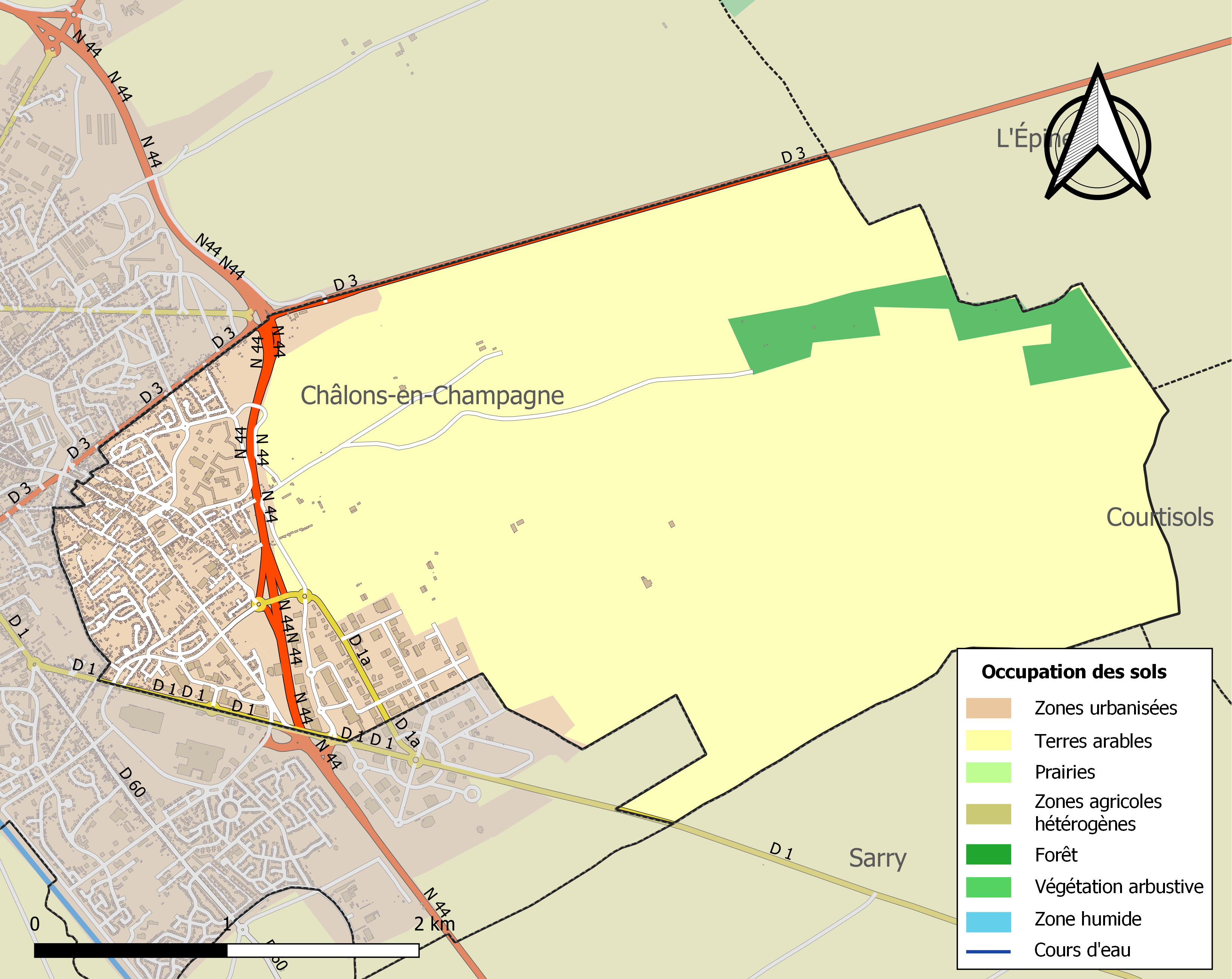

## Demografie
Onderstaande figuur toont het verloop van het inwonertal (bron: INSEE-tellingen).